# Apponyi Albert
Nagyapponyi gróf Apponyi Albert György Gyula Mária (Bécs, 1846. május 29. – Genf, 1933. február 7.) politikus, miniszter, belső titkos tanácsos, nagybirtokos, a Magyar Tudományos Akadémia igazgatósági tagja, 1921-től 1933-ig a Szent István Akadémia elnöke. Jászberény város aranymandátumos képviselője. Az 1920-as párizsi békekonferencián a magyar delegáció vezetője volt. 
…Ha Magyarország abba a helyzetbe állíttatnék, hogy választania kellene ennek a békének elfogadása vagy visszautasítása között, úgy tulajdonképpen arra a kérdésre adna választ: helyes-e öngyilkosnak lenni, nehogy megöljék.…
Különböző magyarországi egyetemek, tudósok, illetve politikai csoportok 1911–32 között ötször jelölték Nobel-díjra, jelölésük azonban eredménytelen maradt. Akadtak azonban bírálói is, főként külföldön, de Magyarországon is. A kortársak a „legnagyobb élő magyar” névvel illették.

## Élete

### Fiatalkora
Apponyi György gróf (Pozsony, 1808. december 29. –  Éberhárd, 1899. február 28.) és nagymihályi Sztáray Júlia grófnő (1820. március 20. –1871. január 12.) második gyermekeként született. Testvére gróf Apponyi Georgina (Budapest, 1841. március 16. – Gries Bozen, 1906. május 22.) aki Éberhárdon, 1863. június 18-án kötött házasságot Marzani Albert gróffal (Villa Lagarina, 1845. május 10. – Gries, 1921. október 6.).
A jezsuiták kalksburgi (alsó-ausztriai) intézetében nevelkedett 1863-ig, azután Pesten és Bécsben jogot hallgatott. Tanulmányai befejezte után az akkori idők szokásának megfelelően, hosszabb ideig (1868–70) külföldön tartózkodott, főként Németországban, Angliában és Franciaországban, ahol a royalista arisztokrata társaságba volt bejáratos. A francia arisztokraták közül kivált Charles de Montalembert gróf volt rá nagy hatással. Az ő házában ismerkedett meg Pierre Guillaume Frédéric Le Play-vel, a híres konzervatív szociológussal, akinek munkái nagy befolyással voltak további szellemi fejlődésére. 1869 őszén jelen volt a Szuezi-csatorna megnyitásánál.
Amíg Széchenyi Istvánnak vagy Batthyány Lajosnak az akkori arisztokrata világ életrendjében külön meg kellett tanulniuk magyarul, a konzervatív szellemű Apponyi családban magyar anyanyelven nőtt fel Apponyi Albert, de már gyermekkorában tökéletesen elsajátított több nyugat-európai nyelvet.
Első politikai tevékenységének tartotta azt a szerepet, melyet egy alkalommal Deák Ferenc mellett töltött be, még egyetemi hallgató korában, amikor egy dalmáciai küldöttséggel folytatott tanácskozáson olasz tolmácsként volt jelen.

### Politikai pályafutásának kezdete

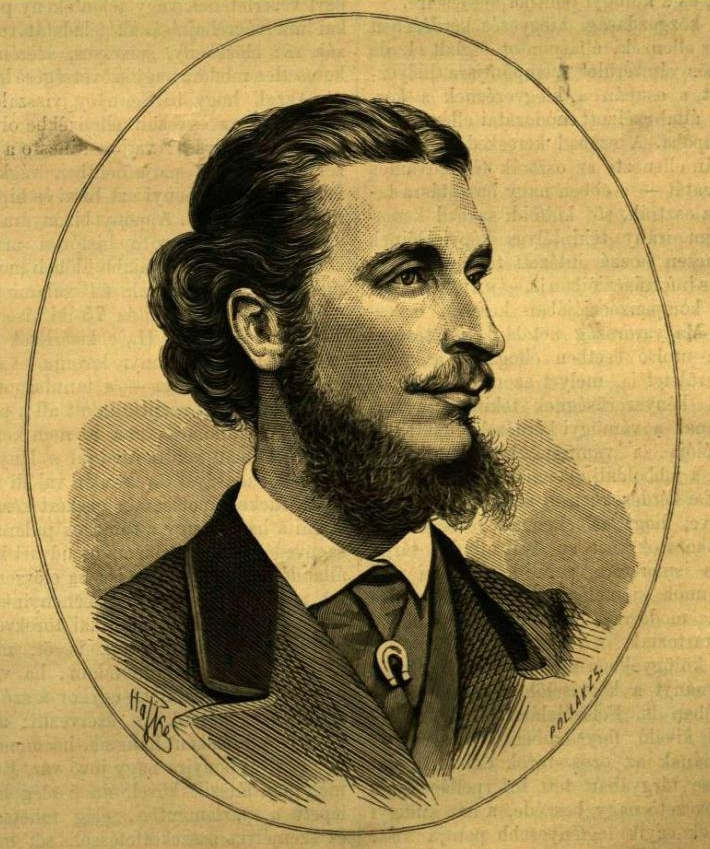
Gróf Apponyi Albert portréja, Vasárnapi Ujság, 1878

Külföldi utazásaiból hazatérve, csakhamar belekerült az akkoriban rendkívül élénk politikai élet forgatagába. 1872-ben választották meg első ízben országgyűlési képviselőnek, s azután haláláig, lényegében megszakítás nélkül tagja volt a magyar törvényhozásnak. A szentendrei kerületben kapta első mandátumát Deák-párti programmal. „Mindenki bizonyos kíváncsisággal fogadott” – írja emlékirataiban a képviselőházban való első megjelenéséről –, „de kevesen rokonszenvvel. A baloldal a konzervatív ivadékot látta bennem, a liberális Deák-pártiak egy ultramontán akció képviselőjét”. A kíváncsiságot azonban hamarosan meleg érdeklődés váltotta fel, mert szónoki képességei már legelső felszólalása alkalmával a szenzáció erejével hatottak. (Az 1873. évi költségvetés részletes vitájában az Országos Zeneakadémia létesítése mellett szólalt fel. Az erre vonatkozó költségvetési tételt a Ház nagy többséggel elfogadta, de 1872-ben mint fölösleges „luxuskiadást” törölték).
Az 1875. évi általános választásokon – az Országgyűlés ciklusai akkor még háromévesek voltak – három helyen is kisebbségben maradt: Kőszegen, egy bácskai és egy erdélyi oláh kerületben, mint maga írja: végigbukott az országon, ha nem is a Kárpátoktól az Adriáig, de a Vágtól az Oltig, a Dunántúltól a Tiszáig és csak 1877-ben választották meg – de ezúttal egyhangúlag – az időközben megüresedett Árva vármegyei bobrói kerületben, a konzervatív Sennyey-párt programjával. Addig a Főrendiházban képviselte e párt álláspontját.
Sennyey Pál báró visszavonulása (1878) után, amikor a konzervatív pártja , Szilágyi Dezső pártonkívüli csoportja és a Független Szabadelvű Párt fúziójából megalakult az egyesült (mérsékelt) ellenzék („habarék-párt”, amint Verhovay Gyula nevezte) ehhez csatlakozott, és képességei ebben a pártban Szilágyi Dezső kilépése után vezető szerephez juttatták. Pártja 1892 októberében a Nemzeti Párt nevet vette fel és ezt a nevet viselte 1900 februárjáig, mikor egyesült a Szabadelvű Párttal. 1889-ben az összes ellenzéki pártok élén vett részt az emlékezetes véderővitában, a kiegyezésben biztosított nemzeti jogok érvényesítését követelve. Ez a harc megtörte Tisza Kálmán tizenöt éves uralmát; bukása rövidesen (1890) be is következett. Utódát, Szapáry Gyula grófot Apponyi eleinte támogatta, de ellene fordult, mikor az eredeti közigazgatási reformtörvény-javaslat helyett beérte volna annak törvénybeiktatásával, hogy a közigazgatás állami feladat. Ezután véglegesen ellenzékbe ment, amikor Szapáry 1891 októberében provizóriumot kért azzal a célzattal, hogy a Ház feloszlatására szabad kezet nyerjen, és ezt meg is kapta. A feloszlatás be is következett, de a választási harcból, mely 1892-ben exlex helyzetben folyt le, az ellenzék, s vele a Nemzeti Párt is, megerősödve került ki. Szapáry még ebben az évben meg is bukott, bukásában nem kis része volt Apponyinak.

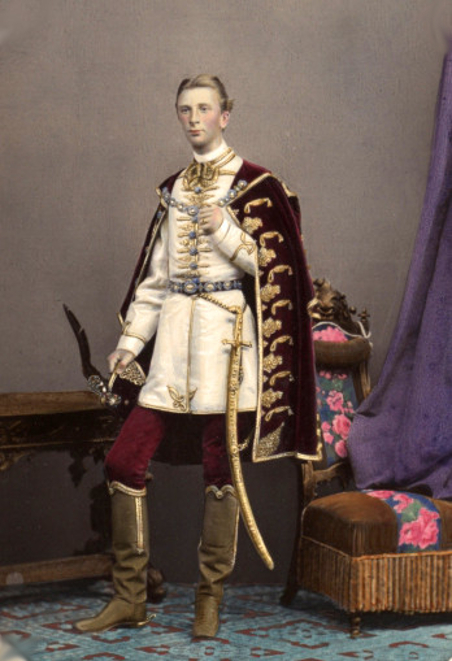
Gróf Apponyi Albert portréja (1867)

1892. május 27-én mondta híres beszédét, mellyel megadta az egyház-politikai reformhoz az első lökést. Irányi Dániel ugyanis megtette a Függetlenségi Párt szokásos vallásszabadsági indítványát, melyet a miniszterelnök a régi sablon szerint ellenzett, Apponyi pedig említett nagy hatású beszédében az indítvány védelmére kelt. A mozgalom, mely beszéde nyomán a Szabadelvű Pártban támadt, olyan erős volt, hogy a kormány kénytelen volt Irányi indítványához hozzájárulni, és a Ház azt csaknem egyhangúlag elfogadta. Ez az incidens megingatta az amúgy sem erős kormány helyzetét, melyet aztán a budai honvédemlékmű körül támadt bonyodalom rövidesen végképpen felborított. A Szapáry-kormány lemondott, s a helyzet olyan volt, hogy már-már a Nemzeti Párt kormányra jutásával és Apponyi miniszterségével kellett számolni, amikor az Apponyi-kombináció, mert a Nemzeti Párt katonai követelményeinek honorálásához kötötte részvételét a kormányzatban, meghiúsult. Megalakult tehát a Wekerle-kormány, melynek a kötelező polgári házasság elfogadása szerepelt mint fő kormányprogram. Apponyi, bár az egyházpolitikai reformot helyeselte, a kötelező polgári házasság kérdésében nem értett egyet Wekerlével s így az ellenzékkel küzdött a kormány javaslatai ellen, ezek azonban különösen a Főrendiházra gyakorolt királyi nyomás segítségével mégis törvényerőre emelkedtek. A Szabadelvű Párt helyzete ezzel jelentősen megerősödött, de a kormánynak a királlyal való viszonya megromlott, főleg azért, mert a királynak kellett nyomást gyakorolnia a Főrendiházra egy olyan ügy érdekében, melyet, mint Apponyi mondja, utált, s a Wekerle-kormány 1894-ben be is adta lemondását. A liberális párt azonban kitartott mellette: a kormány élére újból Wekerle Sándor került, de ez a kabinet igen rövid életű volt. A király ellenszenvével terhelten vezette az ügyeket, különösen azóta, hogy befolyásos udvari körök a Kossuth Lajos temetésekor lefolyt nagyszerű nemzeti gyászzarándoklatért, amelybe dinasztiaellenes irányzatot akartak belemagyarázni, őt tették felelőssé és ezért 1894 decemberében lemondott, azzal az indoklással, hogy nem bírja tovább az uralkodó bizalmát.

### Ferenc József tanácsadója

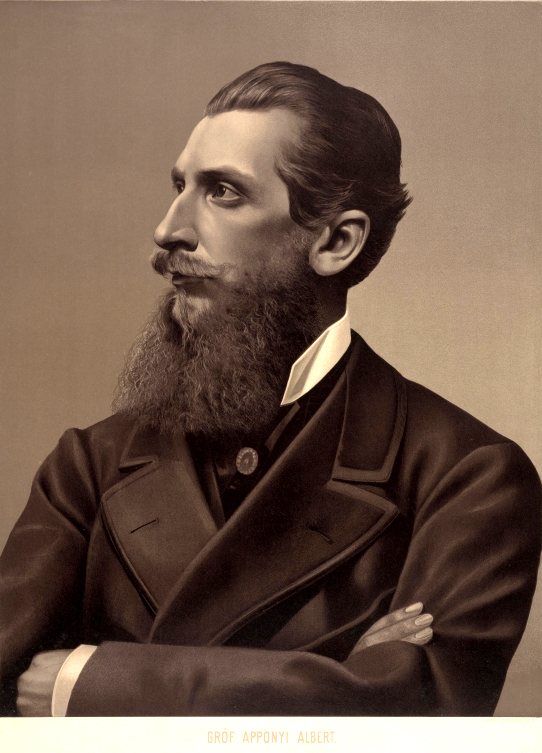
Apponyi Albert portré, litográfia

Súlyos, hosszú válság következett, amelynek folyamán Ferenc József Apponyi véleményét is kikérte, és amely 1895. január 17-én Bánffy Dezső bárónak, a képviselőház akkori elnökének miniszterelnökké való kinevezésével ért véget. Bánffy formális fúziós tárgyalásokra hívta meg Apponyit, de ezek, mivel Bánffy a fúzió feltételéül a nemzeti katonai követelményekről való lemondást jelölte meg, eredménytelenül végződtek.
Ebben az évben szerepelt Apponyi Albert gróf először az Interparlamentáris Unióban. A konferenciát Brüsszelben tartották meg, és Bánffy a magyar parlament erőteljes részvételét kezdeményezte, mert kapcsolatban a magyar állam küszöbön álló millenáris ünnepével, Budapestre akarta meghívni a következő évben tartandó konferenciát, s e meghívás körül nagy csata kifejlődése volt várható. A magyar delegáció fényesen oldotta meg feladatát: a következő konferencia székhelyéül a szavazatok többségével, mindössze öt ellenszavazattal elfogadták Budapestet.
Az év vége felé az ellenzék Apponyi vezetése alatt újra harcban állt a kormánnyal. Apponyit annyira magával ragadta a készülő millenáris ünnep ötlete, hogy karácsony napján, pártjának orgánumában, a Nemzeti Újságban „treuga Dei”-t hirdetett. 1896 azonban még nem ért véget, amikor Apponyi harca Bánffy ellen újra megkezdődött, mert a kormány ebben az évben lezajlott általános választásokon igénybe vette az erőszak és korrupció minden eszközét. Apponyi kíméletlenül ostorozta a visszaéléseket és a közéleti korrupciót, majd pedig az úgynevezett „ischli klauzula” miatt fordult ellene. Az emiatt támadt obstrukcióban azonban mégsem vett részt, mert „medicina pejor morbo”-nak (a gyógyszer rosszabb a halálnál) tartotta. A küzdelem végül Bánffy bukásához vezetett.
Széll Kálmán kormánya következett. Széll-lel Apponyi egyezségre jutott, így pártjával együtt csatlakozott a Szabadelvű Párthoz. Kevéssel utóbb az 1901-es országgyűlés képviselőháza elnökké választotta, s ugyanebben az esztendőben valóságos belső titkos tanácsosa lett a királynak. Az 1903. évre szóló újoncjavaslat letárgyalása előtt előterjesztette katonai programját, az úgynevezett nemzeti engedmények megvalósítását követelve, de hozzájárult ahhoz, hogy a kérdés megoldását elhalasszák az új véderőtörvény megvalósításáig. Ezért nem is helyeselte a Függetlenségi Párt obstrukcióját az újoncjavaslat ellen, de mint elnök tárgyilagosan vezette a Ház sokszor viharos tárgyalásait és a nála jelentkező küldöttségekkel arra intette: őrizzék meg a parlament iránt való bizalmukat. Széll lemondása után 1903. július 1-jén, hogy az obstrukciót megállítsa, lemondott elnökségéről és beszédet mondott a parlamenti béke érdekében, de az obstrukció folyt tovább Khuen-Héderváry másodszori lemondásáig, és mikor már a Szabadelvű Pártnak is állást kellett foglalnia a katonai kérdésekben, a párt új katonai programjának megalkotására kiküldött kilences bizottságnak Apponyi is tagja lett.
Apponyi az ellenzék felé hajlott: álláspontját ugyan nem sikerült érvényesítenie, de mégis bennmaradt a Szabadelvű Pártban, egészen addig, míg végképpen nyilvánvalóvá nem vált, hogy katonai követeléseit ebben a pártban nem valósíthatja meg. Kilépési szándékát a többség által elhatározott párhuzamos ülések érlelték meg, amelyek az obstrukció erőszakos letörését célozták. November 26-án tehát kilépett a pártból, miután a házelnökségről már november 3-án lemondott. Követték a volt Nemzeti Párt tagjai, akikkel most újra megalakította a Nemzeti Pártot. Ez a párt hatvanhetes volt, de különösen a katonai kérdésben erősen közeledett a Függetlenségi Párthoz és a Tisza István tervezte házszabály-szigorítás kérdésében is egyetértett a függetlenségi állásponttal, mely a házszabály-revíziót a választójog lényeges kiterjesztésével hozta junktimba.

### Az ellenzék vezére

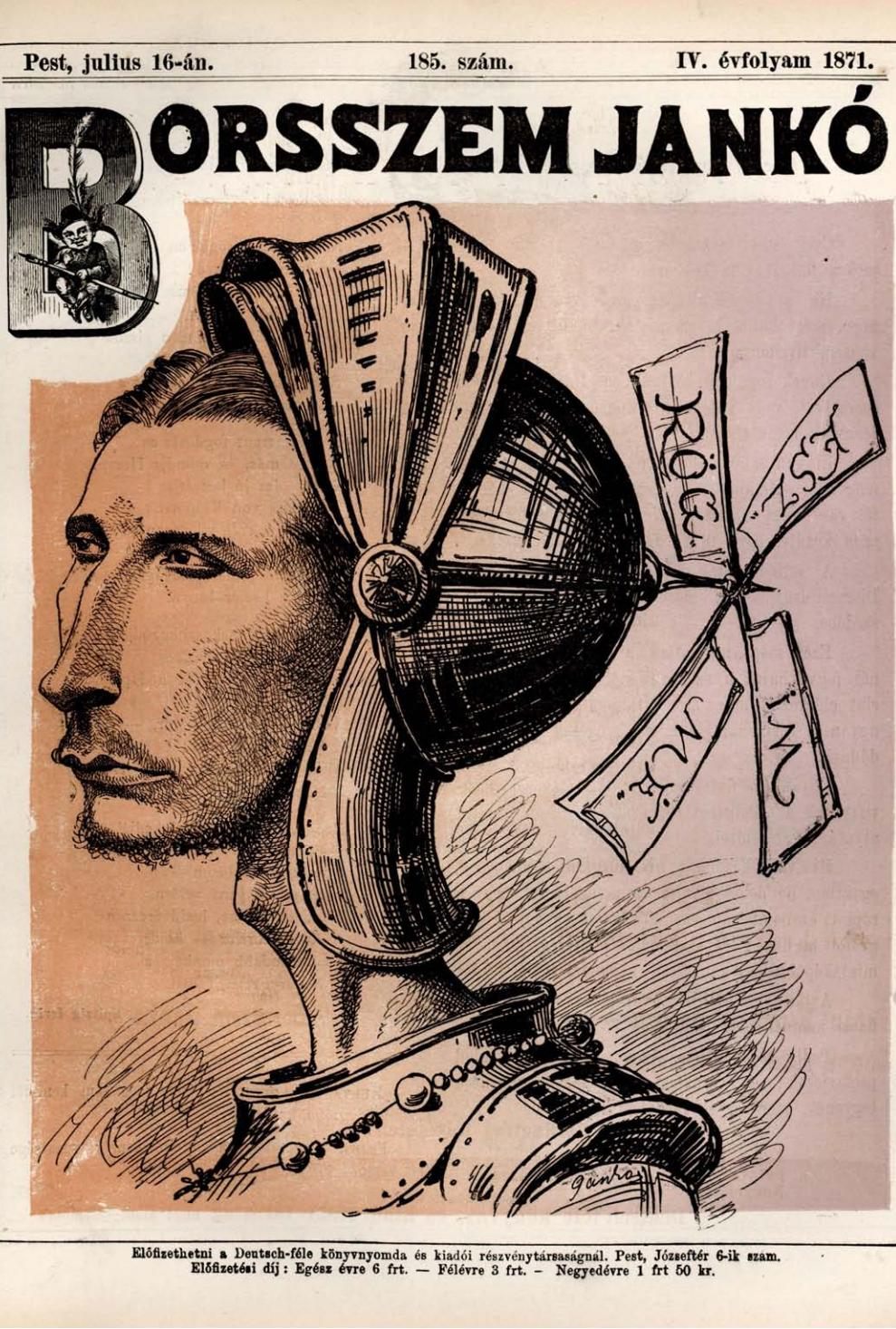
Gúnyrajz Apponyiról, Borsszem Jankó, 1871. július 16.

A házszabály-revízió elleni küzdelemben most már Apponyi volt az ellenzék vezére, 1904. november 18-án jelentette ki az egész ellenzék nevében, hogy a többség által kierőszakolt revízió érvényességét soha sem fogja elismerni. Ezt követte még aznap este az emlékezetes Perczel-féle zsebkendőszavazás. A harc folyt tovább. Apponyi belépett az ellenzéki pártok szövetségébe (szövetkezett ellenzék), a kormány pedig darabontokat szerződtetett a lex Dániel (új házszabály) védelmére. Következett a végső nagy összecsapás: az ellenzék december 13-án kiverte a darabontokat és szétrombolta az üléstermet. Tisza István erre házfeloszlatással felelt, bár a következő évi büdzsét még nem szavazták meg. Apponyi, aki végképp csalódott a hatvanhetes politikában, még az év végén tagja lett a Függetlenségi Pártnak. Az 1904/1905. évi téli választási hadjáratnak, mely az ellenzék fölényes győzelmével végződött (1905. január 26.), ő volt a vezére. Az ellenzék tehát többséggé vált, de még nem volt kormányképes. A közvetítő kísérletek a királynál eredménytelenek maradtak. Jött a Fejérváry-kormány és ezzel a súlyos belpolitikai válság teljessé vált. Végül szeptember 23-án a király meghívta a szövetkezett ellenzék vezéreit, köztük Apponyit, aki a nemzeti ellenállás vezére volt és aki, hogy Kristóffy József belügyminiszter terveit ellensúlyozza, a választójog széles körű kiterjesztése mellett foglalt állást.
1906. április 8-án végre létrejött a korona és a szövetkezett ellenzék között a katonai kérdés kikapcsolásával az úgynevezett paktum, s az április 9-én Wekerle Sándor elnöklete alatt kinevezett Második Wekerle-kormányban Apponyi a kultusztárcát vállalta. Az ezt megerősítő április 11-i választásokon pártja önmagában abszolút többséget szerzett (61,26%) a parlamentben és koalíciós társaival együtt a mandátumok közel 87%-át nyerték el.
1910. január 17-éig, a kabinet lemondásáig volt tagja a kormánynak. Miniszterségéhez fűződnek a néptanítók fizetésrendezéséről, az állami és nem állami iskolák jogviszonyainak szabályozásáról, az ingyenes népoktatásról, s a lelkészi kongruáról szóló törvények. Az 1907-es oktatási törvény célja a nemzetiségek asszimilálása volt. Hatására radikálisan csökkent a nem magyar tannyelvű iskolák száma Magyarországon. Nagymértékben hozzájárult a szeparatista törekvések megerősödéséhez, így a trianoni katasztrófához. A törvény megszabta a minimális tanári fizetést. A szegényebb vidéken működő nemzetiségi iskolák vagy megszűntek, vagy anyagi támogatást kértek a minisztériumtól. Ezt megkapták, de cserébe vegyes magyar–nemzetiségi tannyelvűvé kellett alakulniuk.
A Függetlenségi Párt 1909-ben kettészakadt egy Kossuth Ferenc-párti és egy Ugron Gábor-párti frakcióra. Apponyi a régi (azaz Kossuth-párti) csoporttal maradt, míg Ugronék elhagyták a pártot és egy sajátot alapítottak (lásd: Függetlenségi és 48-as (Ugron) Párt).
Az 1910-es választásokon újfent a jászberényi kerületben, amelyet a Házban már 1881 óta megszakítás nélkül képvisel, nyer mandátumot. A választások Tisza István (azaz a Nemzeti Munkapárt) győzelmével végződtek, s az eddigre már szétesett egykori szövetkezett ellenzék pártjai újra ellenzékbe szorultak.

### A 48-as párt elnöke
A Kossuth-párt élén vett most részt az ellenzék harcaiban, amelyek az akkori kormányzati eszközök mellett bizony nem lélekemelő jelenetekhez vezettek a képviselőházban. Kossuth Ferenc 1914-ben bekövetkezett halála után ő lett a párt elnöke. Az első világháború kitörésekor ellenzék és kormány a legélesebb harcban állottak egymással. Most is Apponyi volt az, aki a pártok kibékülését kezdeményezte, hogy a válaszfalak ledöntésével az egész közvélemény egységesen álljon a kormány mögött az országra kényszerített harcban. A treuga Dei 1916-ig tartott. Ekkor az ellenzék, látva azokat a nagy hibákat, amelyek a külügyek és a hadügyek vezetése körül történtek, azt követelte, hogy ez ügyek vitelére neki fokozottabb befolyás engedtessék. A király és a kormány hozzájárultak ehhez a követeléshez és az ellenzék Apponyit, ifj. Andrássy Gyulát és ifj. Rakovszky Istvánt küldte ki az ellenőrző bizottságba. Az akkori külügyminiszter, Burián István báró, azonban oly visszautasítóan viselkedett a bizottsággal szemben, amikor az Bécsben megjelent, hogy mind a hárman a képviselőház nyílt ülésén lemondottak megbízatásukról. A harc a Képviselőházban most a választójog körül folyt. Apponyi egyike volt az elsőknek, aki a nagy véráldozatok után, amelyeket a magyar nép a háborúban hozott, a választójog demokratikus kiterjesztését követelte. Tisza István, a miniszterelnök nem engedett, de mikor 1917 áprilisában megjelenik a IV. Károly kézirata a választójog tárgyában, Tisza pozíciója megrendült és hamarosan távozni volt kénytelen. Az utána következő Esterházy-kormányban, majd a két háborús harmadik Wekerle-kormányban Apponyi kultuszminiszter volt. Az ő nevéhez fűződik a Romániával határos területeken az úgynevezett kultúrzónák létrehozása; ezzel a román nemzeti oktatás visszaszorítását próbálta elérni.
A Károlyi-rezsim idején teljesen visszavonult a közélettől, a Tanácsköztársaság elől pedig menekülni volt kénytelen. A vörösök nem engedték vasúton elutazni a fővárosból: kocsin menekült és egy ideig Fejér vármegyében, s a Dunántúl más vidékein bujdosott, míg végül nagy nehezen sikerült átjutnia a Dunán, éberhárdi birtokára. Ott élt a kommün összeomlása után is és csak 1919 novemberében jött haza, amikor az antant budapesti főmegbízottjának, Sir George Clarknak kezdeményezésére megindult kibontakozási tárgyalások jelenlétét nélkülözhetetlenné tették. Az akkor uralkodó keresztény-nemzeti irányról való felfogásáról kérdezve azt felelte, hogy az ő kereszténysége nem ismer sem felekezeti gyűlölséget, sem fajgyűlöletet, az üldözés pedig nem politika. A kibontakozási tárgyalásokon, melyek egy koncentrációs kormány megalakítását célozták, nagy erővel vett részt, s már úgy tűnt, hogy ő alakítja meg az új kormányt, amikor ez a kombináció a keresztény-nemzeti egyesülés ellenállásán az utolsó pillanatban meghiúsult. November 18-án, a Clark elnökletével tartott utolsó pártközi konferencián mondotta e párt megbízásából Ereky Károly, a Friedrich-kormány közélelmezési minisztere, hogy egy Apponyi-kormányt nem támogatna. „Végre egy őszinte szó!” – felelte erre Apponyi, és otthagyta a tanácskozást, amely azután a Huszár-kombináció előtérbe jutásával végződött.

### Trianon

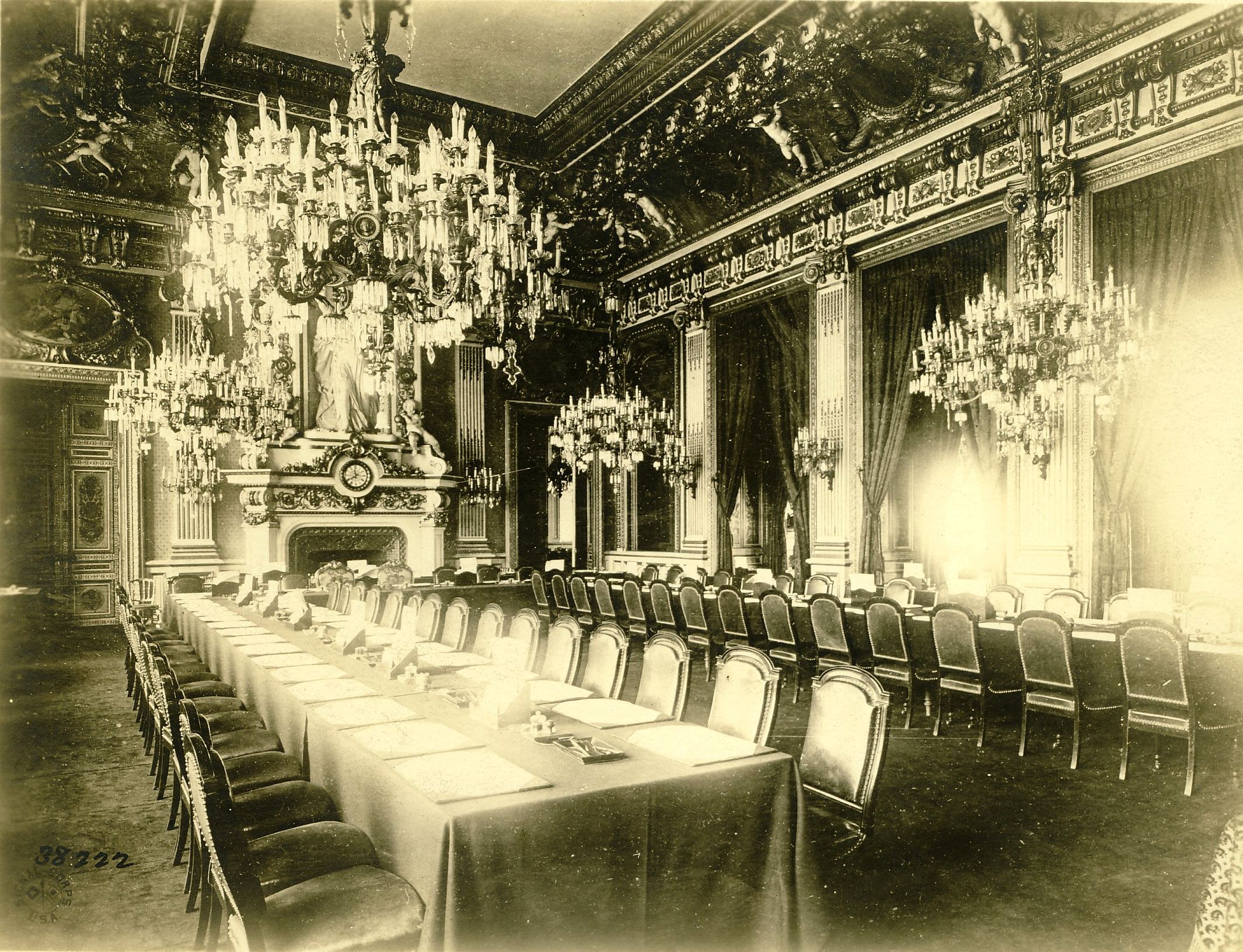
1920. január 15-én a francia külügyminisztérium palotájában, a Salle de l'Horloge teremben adták át Apponyi Albertnek a békediktátum szövegét

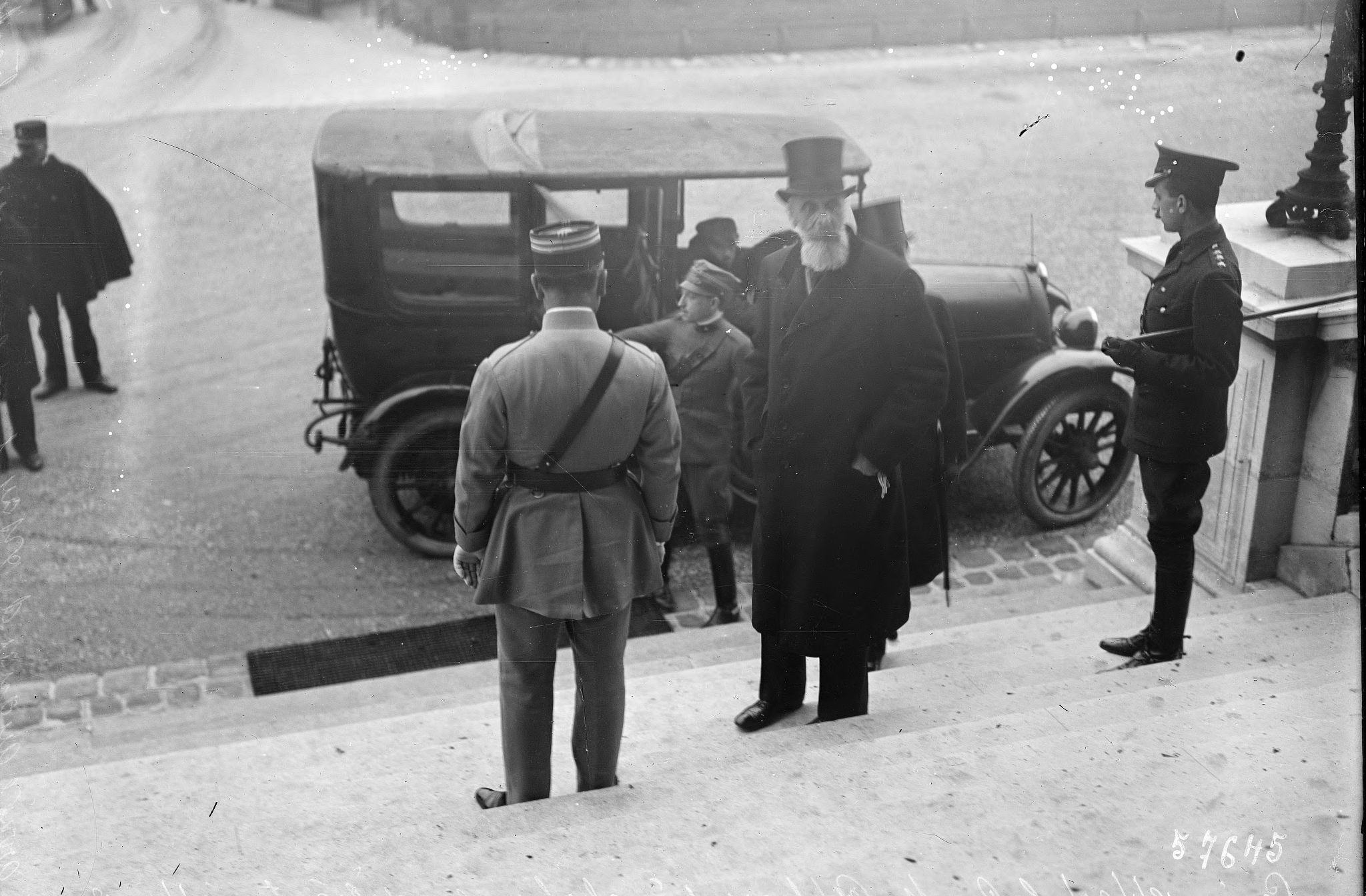
1920. január 15-én Apponyi Albert megérkezik a béketárgyalásra Versailles-ba, és átveszi a békediktátumot a d'Orsay palotában

Apponyi újra visszavonult az aktuális politikától és a béketárgyalások előkészítésének szentelte minden idejét, s munkáját. Már korábban kilátásba helyezte, hogy elvállalja a békeküldöttség elnökségét, és mikor a Huszár-kormány a december 5-én megtartott minisztertanács határozatából hivatalosan is felkérte az elnökség elvállalására, vállalta is a feladatot.
A békeküldöttség élén január 7-én érkezett Párizsba, s január 16-án mondta el a legfőbb tanács előtt híres békeexpozéját.
…Nézetem szerint a békeszerződés nem veszi eléggé figyelembe Magyarország különleges helyzetét. Magyarországnak két forradalmat, a bolsevizmus négy hónapos dühöngését és több hónapos román megszállást kellett átélnie. Ilyen körülmények között lehetetlen, hogy a szerződés által tervbe vett pénzügyi és gazdasági határozatokat végre tudjuk hajtani. Ha a győztes hatalmak polgárai által részünkre folyósított hitelek a béke aláírásának pillanatában – amint ezt a javaslat kimondja – felmondhatók lesznek, ez a fizetőképtelenséget, a csődöt jelenti, amelynek visszahatását kétségkívül a győztes hatalmak is éreznék. Elismerem, hogy sok hitelezőnk van az Önök országaiban. A hitelek visszafizethetők lesznek, ha erre nekünk időt engedélyeznek, de nem lesznek visszafizethetők, ha azonnal követelik azokat tőlünk.…
Az antant azonban annyira elkötelezte magát kisebb fegyvertársainak, Magyarország szomszédjainak, hogy a legfőbb tanács e kötelezettségen nem tudta túltenni magát. Később Apponyi, amikor kiderült, hogy a legfőbb tanács nem volt hajlandó a szerződést módosítani, lemondott tisztéről.
Időközben régi kerülete, Jászberény a Nemzetgyűlés tagjává választotta. Apponyi pártokon kívül maradt, mégis szavainak mindig rendkívüli súlya volt, ha nézetei nem egyeztek is meg az uralkodó politikai irányzattal. Beszédeiben óvott a szélsőségektől, a megértés és a kiengesztelődés politikáját hirdette és a politika aktuális kérdéseiről a liberalizmus szellemében nyilatkozott. Egyike volt az első Nemzetgyűlés legszorgalmasabb tagjainak, emellett nem volt a magyar nemzet történetének akkor lefolyt válságos fejezetében olyan eseménye a közéletnek, amelyben részt nem vett volna.
Párizsban játszott történelmi szerepének megítélését illetően eltérőek a vélemények. Többen neki tulajdonítják azt, hogy nem sikerült Magyarországra nézve kedvezőbb békefeltételeket elérni, köszönhetően ezt többek között negatív nemzetközi megítélésének, illetve trianoni védőbeszédében is kihangsúlyozott nacionalizmusának. Angol nyelvű beszédében a magyarországi kisebbségekről mint „alacsonyabb kulturális fokon álló fajok”-ról beszél, Magyarország feldarabolásáról pedig ekképp fogalmaz: „e következmény a nemzeti hegemóniának átruházása volna oly fajokra, amelyek jelenleg többnyire alacsonyabb kulturális fokon állanak… Nézetem szerint a nemzeti hegemóniának egy alacsonyabb kulturális fokra való átruházása nem közömbös az emberiség nagy kulturális érdekei szempontjából.” (Azonban figyelembe kell venni, hogy az adott korban még politikai oldaltól és ideológiáktól függetlenül minden tudományos és politikai körben ún. fajokról beszéltek, amelyek különböző kultúrfokon állnak. Másfelől még az emberfaj fogalma is teljesen mást takart, mint ma. Ne feledjük, önmagában a szimpla "race" szó sem bírt ekkoriban elsődlegesen biológiai jelentéssel, hiszen még társadalmi osztályokra is alkalmazták akkoriban, pl. peasant race, industrial race, sőt akár élettelen dolgokra is széleskörűen használatos volt mint pl "race of books" "race of music" stb. (A race szó és a "race of" kifejezés szerepét a 20.század második felében, azaz modern angolban már szinte teljesen kiszorította a "kind" szó és a "kind of" kifejezés.) Az ún. „kulturális fok” egy elterjedt demográfiai kifejezés volt, és pusztán csak az adott népesség iskolázottsági statisztikáját jelentette, vagyis az írni-olvasni tudók arányát, szakmát tanultak, középiskolát végzettek, és a diplomával rendelkezők arányát jelentette a teljes populáción belül. Figyelembe kell azonban venni azt a tényt, hogy az antant hatalmakat nem kellett, vagy lehetett beszédekkel meggyőzni, hiszen kialakult koncepcióval rendelkeztek arról, miként rendezik Közép-Európa sorsát a háború után. Apponyi bármit is mondott volna, semminek sem lehetett pozitív hatása a döntésre nézve.

## A Horthy-korszak alatt

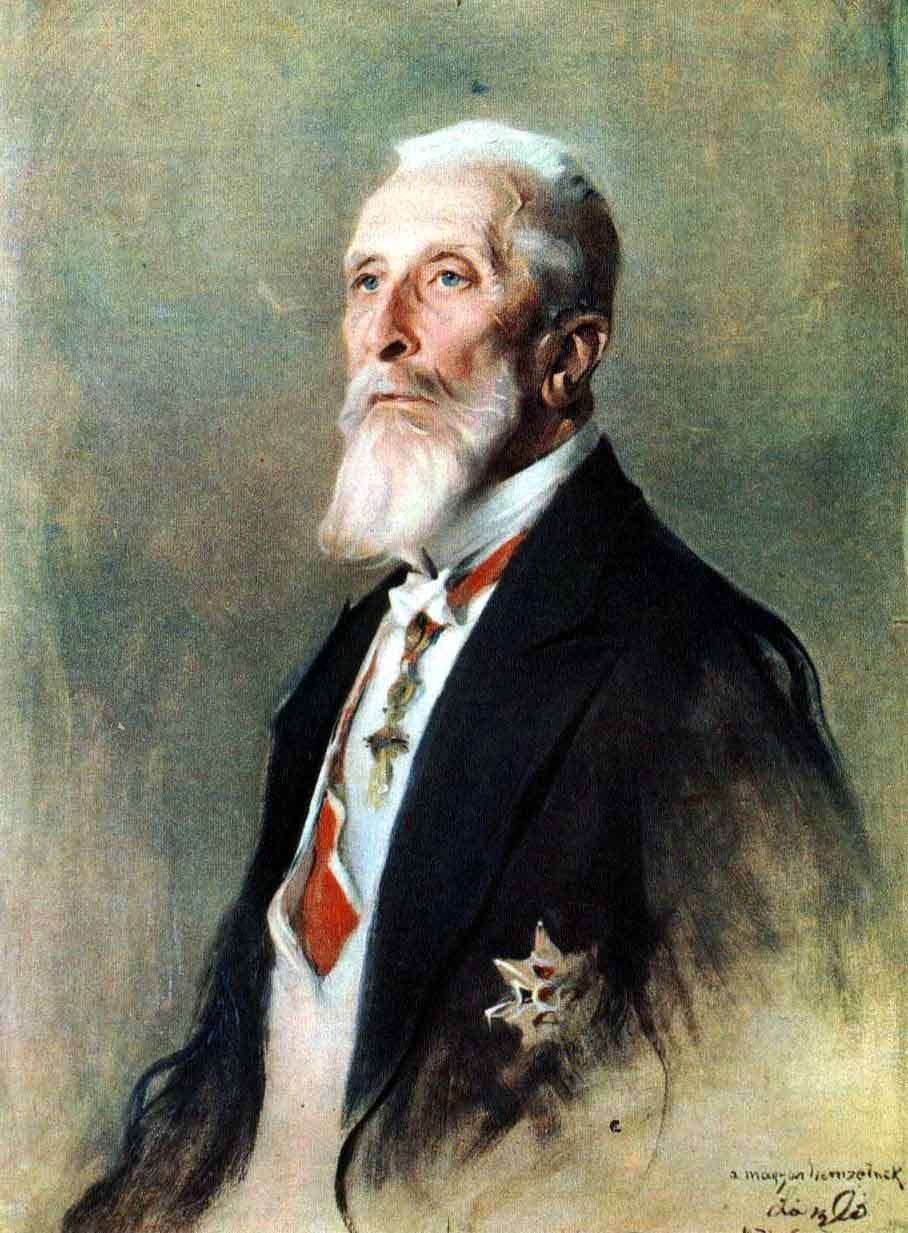
Apponyi Albert portréja. László Fülöp Elek festménye

1921 májusában ünnepelte hetvenötödik születésnapját, s ezzel együtt közéleti tevékenységének ötvenedik évfordulóját. Életének e napján túláradó ünneplésnek volt tárgya. A Nemzetgyűlés neki szentelte május 27-én tartott ülését; két beszéd hangzott el csupán ekkor: Rakovszky Istvánnak, a Ház akkori elnökének üdvözlő beszéde és Apponyi nagyszerű köszönő szavai. A rákövetkező napon a Szent István-bazilikában, s a Pesti Vigadóban Horthy Miklós kormányzó, a főváros, a hadsereg, s az ország egész közönsége ünnepelte a „legnagyobb élő magyart”, aki nemes egyszerűséggel és csodálatos szerénységgel köszönte meg a nem várt és nem keresett ünneplést. Budapest székesfőváros az ünnep alkalmából díszpolgárává választotta és a róla elnevezett téren – ma Ferenciek tere – emléktáblát állított.
Néhány héttel utóbb Genfben járt, ahol sok sikerrel vett részt a népszövetségi ligák Uniójának június elején megtartott konferenciáján. Ez alkalommal felkereste Hertensteinban IV. Károly királyt, aki akkor az Aranygyapjas rend lovagjává ütötte.
IV. Károly megjelenése Magyarországon október 20-án váratlanul érte Apponyit, aki a király szándékaiba nem volt beavatva. Nem is találkozott vele, csak november 1-jén Tihanyban, ahová Szécsen Miklós gróf, volt cs. és kir. vatikáni nagykövet társaságában a kormány engedélyével utazott. Ez a találkozás, valamint a rövid néhány nap alatt lejátszódott tragédia megrendítő hatással volt Apponyira, és akkoriban politikai körökben beszélték is, hogy az események hatása alatt lemond mandátumáról, s visszavonul a közélettől. Erre azonban nem került sor, épp ellenkezőleg: teljes energiával a detronizációs javaslat ellen fordult, s a Nemzetgyűlésen november 3-án mondott beszédében hevesen tiltakozott a királynak az ellenség kezére való kiszolgáltatása ellen. Beszéde végén felolvasta a legitimisták deklarációját, amely szerint a trónfosztó javaslat szakítást jelent az ősi alkotmánnyal és jogilag hatálytalan. A deklaráció felolvasása után Apponyi a legitimista érzelmű képviselőkkel elhagyta az üléstermet.
A Nemzetgyűlés utolsó ülésszakában, amikor a Ház a választójog lázában égett, s a bonyodalom már megoldhatatlannak látszott, Apponyi azt indítványozta, hogy a Nemzetgyűlés felirattal forduljon a kormányzóhoz, amelyben fejtsék ki, hogy a választójog törvénybe iktatásának meghiúsulása esetén az új választások kizárólag a Friedrich-féle választójog alapján ejthetőek meg. A feliratot, illetőleg annak javaslatát február 16-án a Nemzetgyűlés utolsó ülése alatt Szterényi József báró és Homonnay Tivadar képviselők társaságában felvitte a kormányzóhoz, aki hármuk előtt azt a kijelentést tette, hogy törvénytelenséget sem elkövetni, sem tűrni nem fog. A Nemzetgyűlés február 16-án feloszlott, az ellenzék aznap megalakult alkotmányvédő bizottsága Apponyit választotta elnökévé. A választási hadjáratban korához képest szokatlan lendülettel vett részt, megtörtént, hogy egyetlen napon hat helyen beszélt, mindenhol nagy sikerrel. Őt magát régi, hűséges kerülete, Jászberény választotta meg újra.
A második Nemzetgyűlésnek korelnöke volt, de az ünnepélyes megnyitáson (1922. június 7-én) közjogi aggodalmai miatt nem vett részt. A ciklus elején igen tartózkodó álláspontot foglalt el és csak ritkán hallatta szavát. Ennek az oka politikai elszigeteltségében rejlett, s mint egyik jászberényi beszédében 1921. október 20-án mondta, abban, hogy sem a kormánnyal nem tudta magát azonosítani, sem pedig az oppozícióval, amelynek kormánybuktatási jogát – mint mondta – csak akkor ismerhetné el, ha képes volna a kormányzatért a felelősséget vállalni. Több, feltűnést keltő beszédet mondott a Nemzetgyűlésben, amelyekkel, ha felfogása győzedelmeskedni nem is tudott, mindig mély hatást gyakorolt a Ház tagjaira. Emlékezetes a rekonstrukciós javaslatok mellett való állásfoglalása 1924. április 15-én és nagyszabású beszéde, melyet ugyanez év december 3-án a házszabály-revízió ellen mondott. Ez utóbbi beszédében kijelentette, hogy a többséget addig, amíg a választások a nyilvános szavazás elvén alapulnak, nem ismerheti el a nemzeti akarat képviselőjének. A választójogi vitában is (1925. május 24-én), egyebek között azt a tételt állította fel, hogy „vagy elfogadjuk a titkos választást, vagy pedig nem akarjuk, hogy a választók valódi akarata jusson kifejezésre”, s azt fejtegette, hogy a középosztályban nagy és elszomorító visszaesést lát a '48 előtti korszak szelleméhez képest. Nagy jelentőségű beszédet tartott (1926. március 18-án) a frankvitában is. Ez a beszéd szinte klasszikus példája volt a politikai ellenfélre fokozottan kötelező tárgyilagosságnak. Megállapította, hogy a Ház politikai felelősség kérdésében mindaddig nem határozhat, míg a bíróság a hamisítók perében ítéletet nem mondott. Alkotmányjogi álláspontja a felsőházi törvény vitájában mondott beszédében jutott leginkább kifejezésre.
A Nemzetgyűlésen kívül való belpolitikai megnyilatkozásai főleg a királykérdés körül forogtak. Kezdettől fogva azon az állásponton volt, hogy „királykérdés pedig nincs, mert Magyarországnak törvényes királya van, akit vis major akadályoz abban, hogy megkoronáztassék.” Több ízben fejtette ki, így Körmenden, 1925. június 21-én, hogy a jogfolytonosság elve elsősorban a legitim királysághoz való ragaszkodásban jut kifejezésre, tehát az ősi alkotmány kultuszában, amelyből történelmi tradícióink és élő jogöntudatunk integráns része gyanánt a királyhoz való hűség következik, valamint, hogy a legitim királyság helyreállítása a legjobb, sőt talán egyetlen esélye a magyar demokráciának. Más alkalommal (Székesfehérvár, 1926. június 6.) azt hangsúlyozta, hogy a legitimisták nem terveznek semmiféle akciót azért, hogy elveiket valóra váltsák; ennek majd csak akkor jön el az ideje, amikor a nemzet egzisztenciális érdekeinek veszélyeztetése nélkül lehetséges lesz. Tett ezen kívül a királykérdésben még egy fontos nyilatkozatot, már az 1927-ben összeült Országgyűlés megnyitása után. Ekkor a legitimizmusnak a nemzeti királysághoz való viszonyát körvonalazta, mondván, hogy a legitim királyság hívei azon a közjogi állásponton vannak, amely néhai Károly király egykori kiáltványában van lefektetve. E kiáltványban, amelyet a király első visszatérési kísérlete után intézett a nemzethez, a következő alapvető kijelentések szerepelnek: „a pragmatica sanctio-nak a közös birtoklásra s a kölcsönös védelemre vonatkozó rendelkezései érvényüket vesztették, ennélfogva a király Magyarország katonai és pénzügyi erejét sohasem fogja más országokra vonatkozó igényeinek érvényesítésére felhasználni; amennyiben az isteni gondviselés úgy rendelné, hogy más országok felett is uralkodnék, úgy ez a körülmény Magyarország állami függetlenségét sem katonai, sem külpolitikai szempontból soha a legkevésbé sem fogja érinteni.”

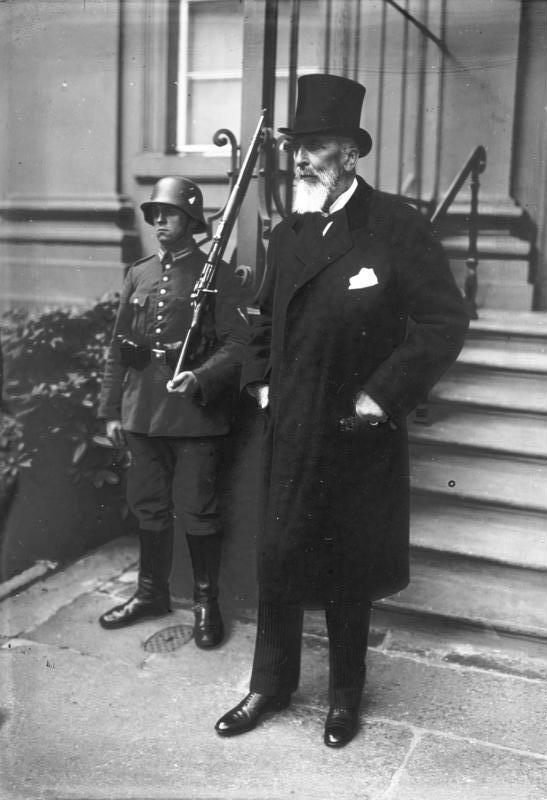
Apponyi Albert 1928 novemberében

A második Nemzetgyűlés öt esztendeje és az ezt követő évek alatt Apponyi tevékenységének súlypontja külpolitikai térre esett. Több alkalommal képviselte Magyarországot, illetve a kormányt a Népszövetség előtt, és nagy mértékben hozzájárult ahhoz, hogy Magyarország megítélése javuljon.
1923 júliusában az erdélyi volt magyar földbirtokosok ügye állott a Népszövetség tanácsának napirendjén. Románia ugyanis az erdélyi „földreform” ürügye alatt minden kártalanítás nélkül kisajátította a Magyarországra átköltözött erdélyi birtokosok földjeit, ami ellen a magyar kormány a Népszövetségnél tiltakozását jelentette be. A kormány képviseletében ekkor Apponyi hatalmas expozéban fejtette ki a magyar álláspontot, s az ügynek a hágai nemzetközi állandó törvényszék elé való utalását indítványozta. A Tanács azonban a kérdés, s a benne rejlő súlyos és bonyolult probléma megoldását elodázta. A kérdés, mely innentől „optánsper” néven szerepelt a nemzeti, s a világközvélemény előtt, később, főként 1927-től kezdve nagy bonyodalmakra szolgáltatott okot.
1924 őszén Apponyi a magyar delegáció vezetője volt a Népszövetség közgyűlésén. A szeptember 9-ei ülésen a kisebbségi problémáról és a leszerelés kérdéséről mondott nagy hatású beszédét. Hangsúlyozta, hogy a Népszövetség ki nem elégítő módon kezeli a kisebbségi kérdést, majd pedig azt fejtette ki, hogy éppen ezért fel kell jogosítani a kisebbségeket, hogy panaszaikat közvetlenül a Tanácsnak terjeszthessék elő, a Tanács pedig minden ügyet kötelezően utaljon az állandó nemzetközi törvényszék elé. A leszerelés kérdésében azt mondotta, hogy a legyőzött államok lefegyverzésének előfeltétele az általános leszerelés volt, s hogy a teljesen lefegyverzett Magyarországnak joga van ahhoz, hogy e feltétel megvalósítását követelhesse.
A Népszövetség 1925. évi őszi közgyűlésén, a biztonsági paktum tárgyalásakor mondott nagy beszédet. Bevezetésül megemlékezett Smith népszövetségi főbiztosnak a magyar rekonstrukció körül szerzett nagy érdemeiről, s ekkor hangzott el szállóigévé vált mondata, hogy miként az ismeretlen katona, úgy az ismeretlen magyar adófizető is kiérdemelte magának heroikus áldozatkészségével a Népszövetség elismerését. Ezután előterjesztette indítványát a kisebbségek ügyében, amelynek lényeges tartalma szerint a kisebbségeknek egyházi és iskolai ügyekben előterjesztett panaszai kötelezően tárgyalandók, mégpedig a kontradiktórius eljárás szabályai szerint, az állandó nemzetközi törvényszék szakvéleményét minden ilyen ügyben be kell szerezni, az egy helyen nagy számban élő kisebbségek autonómiáját pedig meg kell valósítani.
Végül indítványozta, hogy a Népszövetség haladéktalanul fogjon hozzá az általános lefegyverzési konferencia előkészületeihez. Apponyi beszédének rendkívüli hatása volt. A konferencia tagjai, s a nemzetközi sajtó jelenlévő képviselői között egyértelmű volt az a felfogás, hogy Apponyi beszéde egyike az ülésszak legjelentőségteljesebb eseményeinek, mégis indítványát az illetékes albizottság, amely elé tárgyalás végett utaltatott, nem fogadta el.

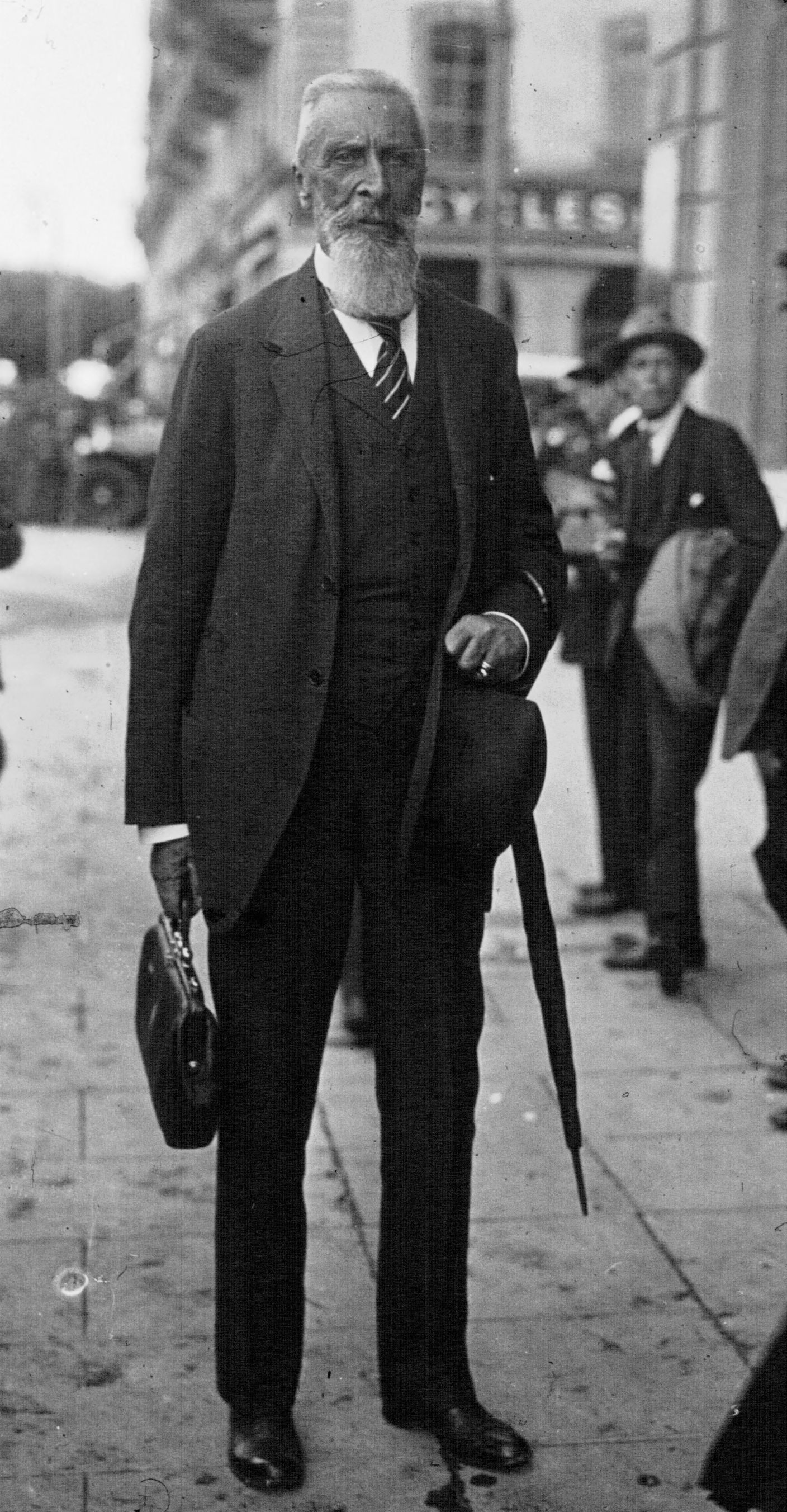
Apponyi Albert 1924-ben

Magyarországnak a Népszövetségben való képviseletével Apponyi külpolitikai tevékenysége ez időszakban még korántsem merült ki. Külföldön Magyarország reprezentatív államférfiának és a világ egyik legnagyobb szónokának ismerték, aki angolul, franciául, olaszul és németül éppoly ékesszólóan szónokol, mint magyarul. Az Interparlamentáris Unió konferenciáin ő volt a magyar csoport vezérszónoka és sok fontos ügyben képviselte hazáját sok sikerrel. Külföldi revükben és lapokban is sokat dolgozott régebben, Magyarországnak a monarchiában való speciális viszonyát ismertetve, jogait és aspirációit vitatva és hirdetve. Különösen Amerikában aratott nagy sikereket: ott tartott beszédei Kossuth Lajos emlékezetét idézték fel az amerikai közvéleményben. 1923 őszén amerikai egyetemek meghívására az Egyesült Államokba utazott; szeptember 19-én indult útnak és december 10-én tért vissza. Akkoriban több amerikai államférfi, tanár, üzletember és nagyiparos tett kísérletet arra, hogy ébren tartsa az Egyesült Államok érdeklődését Európa iránt, és az emberiség sorsáért való felelősségére emlékeztessék. Emiatt szükségesnek tartották azt is, hogy az amerikai közvélemény megismerje Közép-Európa helyzetét is, meghívták tehát Apponyit, hogy ebből a témakörből előadásokat tartson. Beszélt New Yorkban, Chicagóban és sok más amerikai és kanadai városban is. Közép-Európa problémájáról tartott előadásokat, de emellett a magyar kérdést is igen nyomatékosan ismertette az általa képviselt igazság meggyőző erejével, mély nyomot hagyva a közvéleményben magával ragadó előadásával. Útja valóságos diadalút volt. Ezzel az útjával – mint több mással is – nagyban hozzájárult ahhoz, hogy a világnak Magyarországról alkotott véleménye javuljon.
Nyolcvanadik születésnapja alkalmából a Nemzetgyűlés nagy ünneplésben akarta részesíteni, ő azonban ezt hálás köszönettel elhárította magától. Az ország azonban így is szeretetének, ragaszkodásának és hálájának ezer tanúságával halmozta el. Amerikai tisztelői aranyserleggel lepték meg, maga az Egyesült Államok táviratban üdvözölte. Születésnapját Gyöngyösapátiban töltötte, ahol, miután a csehek éberhárdi ősi birtokát kisajátították, új családi birtokot alapított.

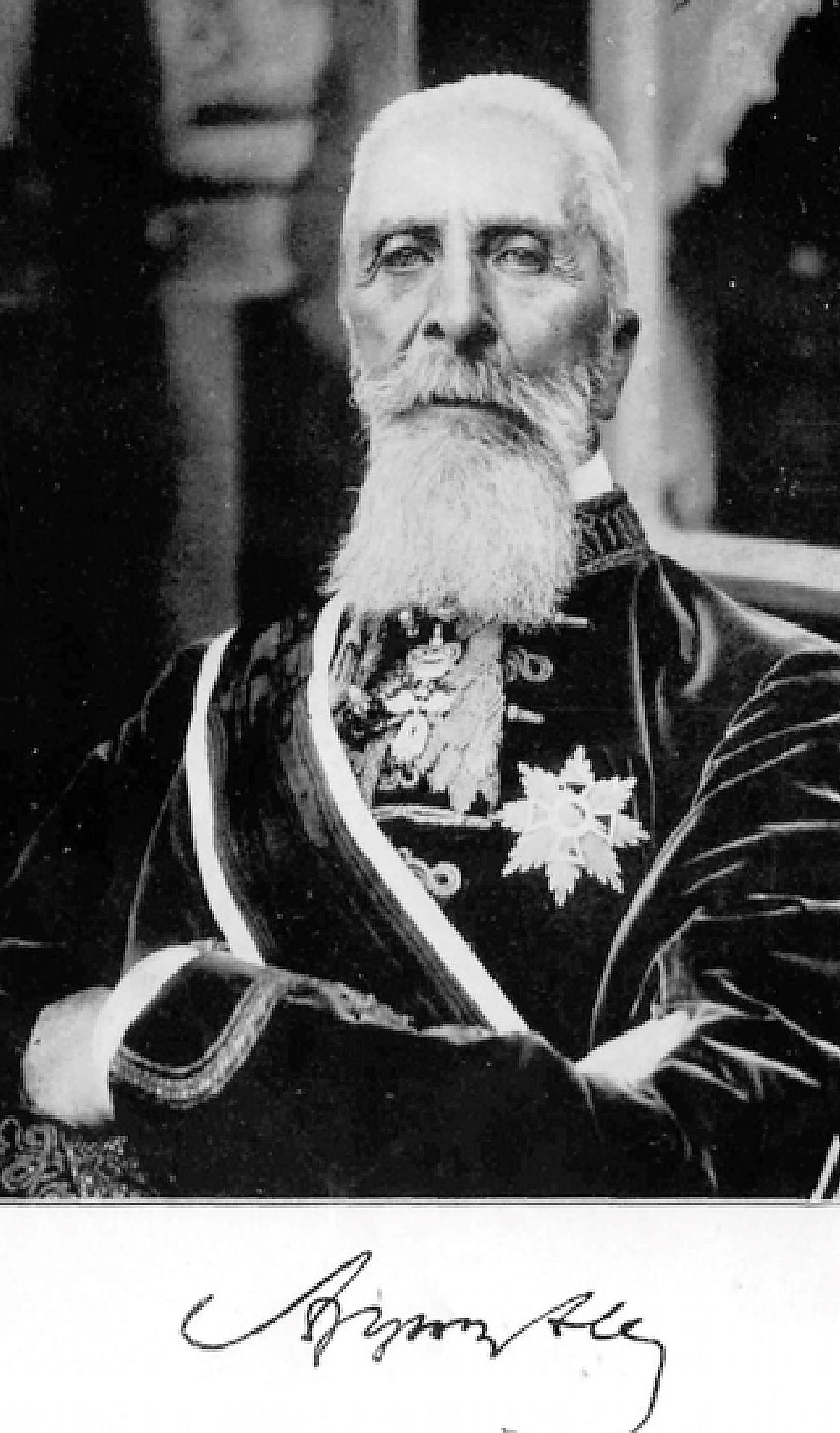
Gróf Apponyi Albert 80 éves korában, akit az amerikai és brit média The Grand Old Man of Central Europe néven emlegetett)

Apponyi azonban nem tudott megpihenni életének kilencedik évtizedében sem: új nagy feladat várt rá, melyhez nagy lendülettel állt hozzá. Majd három esztendőn át ő képviselte Magyarországot a Népszövetség előtt az optánsügyben, mely a világ és az ország közvéleményét hosszú ideig foglalkoztatta. 1927. szeptember 19-étől, amikor az ügy a Népszövetség elé került, 1930 elejéig, amikor az ügyet végeredményben eldöntő hágai konferencia megkezdődött, ez a kérdés képezte gerincét külpolitikai munkásságának. Szinte szakadatlan harc volt ez a Népszövetség taktikázása, Neville Chamberlain elfogultsága, a győztesek ideológiája és Nicolae Titulescu balkáni metódusai ellen, amelyben briliánsan érvényesült eddigi pályáján kevéssé előtérbe lépett jogi képzettsége és jogászi éleselméjűsége, valamint diplomáciai érzéke, amellyel nem egyszer mentett meg már-már elveszettnek látszó szituációkat. Ha Bethlennek sikerült Hágában és Párizsban e kérdésben sokszor kifogásolt, de mégis kielégítő eredményeket elérni, úgy ez jórészt az ő teljesítményeinek köszönhető. Ezt a harcot a jogért és az igazságért a magyar ügyvédek méltányolták legékesszólóbban, amikor 1929. november 29-én Apponyit, „a nemzet nagy ügyvédjét”, nagy ünnepélyességgel a Budapesti Ügyvédi Kamara tagjává választották.
A magyar nemzetnek egy ezeréves múlt tényei és fejlődési irányzatai által megállapított kiváló világtörténelmi hivatása volt és van, amelynek teljesítésében a trianoni katasztrófa által tetemesen meggyengült. Ez a hivatás a magasabb nyugati életformák megvédésében és békés terjesztésében állott, úgy politikai és katonai, mint kultúrai téren. A trianoni megcsonkítás a Nyugat számára már meghódított területeket szakított el tőle és taszított vissza félig még keleti szellemű létviszonyokba, végveszéllyel fenyegetve ezeken a területeken a már létező magasabb kultúrát, megnehezítve azok fölemelését, akik annak birtokában még nem voltak, mert nem érzik tovább a versenyző magasabb kultúra nyomását. Az emberiség nagy szellemi érdekeinek szempontjából ellenérték nélkül való veszteség Magyarországnak megcsonkítása, a magyarságnak gyengítése.
Emellett mint a magyar kormány fődelegátusa is tovább küzdött Genfben Magyarországért. Különösen említésre méltó két beszéde, amelyet ez időben a Népszövetség közgyűlésén mondott. Az egyiket 1929. szeptember 10-én tartotta, amikor rámutatva a trianoni szerződés képtelen és tarthatatlan voltára és hivatkozva egy hosszú élet tapasztalataira, arra figyelmeztette a világ hatalmasait, hogy „semmi sem örök a politikai világban”, a másikat 1930. szeptember 20-án mondta, új szempontokat és hatásos érveket érvényesítve a nemzeti kisebbségek védelmében. A Népszövetség 1930. évi közgyűlésén egyébként az a kitüntetés is érte, hogy a közgyűlés nejét a szociális bizottság elnökévé választotta. Ez akkor világszerte nagy feltűnést keltett, mert először történt meg ezúttal, hogy a közgyűlés női delegátust emelt egy bizottság elnöki tisztségébe. Apponyi tekintélye és népszerűsége a nemzetközi politikában most már vetekedett a legismertebb és legnagyobb külföldi államférfiakéval. Hogy mekkora tiszteletnek örvend ő és az ő személyén keresztül Magyarország a Népszövetség körében, azt mi sem mutatja jobban, mint hogy mikor a Népszövetségi Ligák Uniója 1931 májusában Budapesten tartotta meg közgyűlését, a kongresszus megnyitóülését május 26-án, közeledő 85-ik születésnapja alkalmából, szinte teljes egészében az ő ünneplésének szentelték.
Külföldi utazásain is mindig és mindenütt az őt megillető tisztelettel fogadták, hivatalos körökben is, és ily alkalmakkor is sokszor volt módjában hazájának értékes szolgálatokat tenni, így 1929. október 5-én, amikor Párizsban az ottani diplomáciai akadémián és 1931 májusában, amikor Bécsben tartott nagy sikerű előadást Magyarország helyzetéről. Utazásairól írt beszámolói a Budapesti Hírlapban, a Pester Lloydban és több nagy külföldi lapban jelentek meg.
Emlékbeszéde, amelyet Horvay János Kossuth-szobrának leleplezésekor (1927. november 6.) mondott s az a megrázó erejű gyászbeszéd, amelyet a trianoni szerződés aláírásának tizedik évfordulóján a képviselőházban tartott (1930. június 4-én), szónoki pályafutásának kiemelkedő állomásai. Bár ellenzéki magatartásra késztette Bethlen István belpolitikájának sok, előtte kezdettől fogva evidens tévedése és hibája, kritikájában mindig mérsékletet tanúsított, s ha meggyőződése ellenére is, de sok mindent megszavazott a kormánynak, sokszor abból a meggyőződésből indulva ki, hogy Bethlen külpolitikája hasznos és értékes az országra nézve. A választójog kérdésében azonban soha nem tudta a kormány álláspontját helyeselni: mindig élesen ellenzéki álláspontra helyezkedett s idevonatkozó parlamenti beszédei feltárták azt a politikai és erkölcsi veszélyt, amelyet a nyílt szavazásban és a képtelen ajánlási rendszerben lát.
A királykérdésben, mely politikai elhatározásainak szintén egyik döntő tényezője, álláspontja a régi maradt. 1930. szeptember 1-jén, amikor az ezt megelőző Szent István-napi ünnep alkalmával elrendelt karhatalmi permanencia dolgában intézeti nyílt levelet írt a miniszterelnökhöz. (Akkoriban készülő királypuccsról szóló hírek voltak elterjedve az országban s a hatóságok rendkívül szigorú és kiterjedt, bár teljességgel indokolatlan óvintézkedéseket tettek.) A miniszterelnök helyett Vass József válaszolt a nyílt levélre; a válasz tagadta, hogy a rendőrség és csendőrség utasítást kapott volna arra, hogy Ottó király és Zita anyakirályné ellen bárhol, ahol megjelennek, tüstént tüzet nyissanak. Apponyi a választ megnyugvással tudomásul vette.
Apponyit 85. születésnapján ismét megünnepelte a nemzet és megkérték, hogy írja meg emlékiratait, amelyekért 250 000 pengő tiszteletdíjat utaltak ki részére, egyúttal neki teljes, nejének pedig fél miniszteri nyugdíjat biztosítottak az Országgyűlés költségvetésének terhére. A kormányzó, a kormány, az ország és a külföld újra elhalmozták üdvözleteikkel, a gratulálók között volt Lord Rothermere, Otto Ender osztrák kancellár, Henderson brit, Grandi olasz és Curtius német külügyminiszter is.
Az 1931 nyarán megválasztott képviselőházban természetesen újra Jászberény mandátumával foglalt helyet. Jászberény városa, amelyet akkor a Házban immár 50 éve megszakítatlanul képviselt, ezúttal aranytáblába vésett megbízólevelet nyújtott át neki.

## Halála

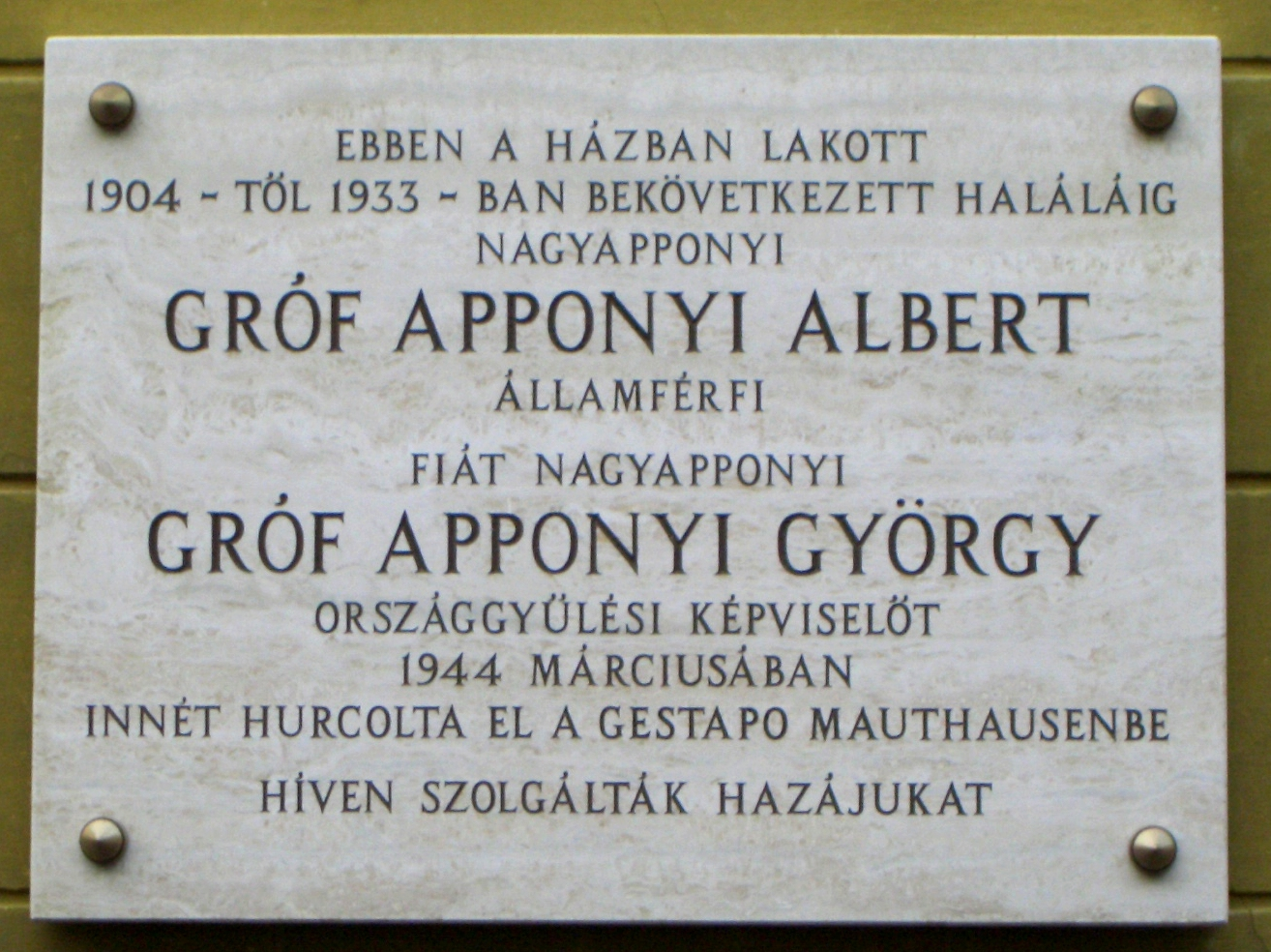
Emléktábla gróf Apponyi Albert emlékére, a volt Apponyi-palotán, a budai Várban

Apponyi Albert 1933. február 7-én halt meg Genfben. Koporsóját a Szent József templomba vitték és onnan a Notre-Dame-ba. A gyászszertartáson jelen voltak a Népszövetség küldöttei. Svájc nevében Giuseppe Motta, volt köztársasági elnök búcsúztatta. Ezután a koporsót a pályaudvarra vitték, ahonnan 11-én délelőtt érkezett meg Budapestre.
Gömbös Gyula miniszterelnök javaslatára Apponyi Albertet az Országház kupolacsarnokában történt ünnepélyes beszentelés után a Nagyboldogasszonyról elnevezett budavári Koronázó Főtemplomban temették el 1933. február 14-én, ahova addig csak királyokat temettek.
Délután öt órakor a parlament gyászülést tartott. A temetési szertartást Serédi hercegprímás végezte, fényes papi segédlettel. Az engesztelő szentmiseáldozatot február 15-én délelőtt 10 órakor ugyancsak a Nagyboldogasszonyról elnevezett budavári Koronázó Főtemplomban mutatták be.
Apponyi halála az egész világon részvétet keltett.
Nicolae Titulescu román külügyminiszter sürgönye Apponyi Albert özvegyének:
„Fájdalmasan értesültem gróf Apponyi Albert haláláról, aki szememben a tökéletes hazafi, és fennköltszellemű férfiu volt és akinek politikai pályája mindenkiben szeretetet és megbecsülést váltott ki. Teljes részvéttel osztozom Magyarország gyászában, amelynek Apponyi a leghűségesebb szolgálatokat tette, de azért is, mert Apponyi a nemzetközi életben is igen nagy szolgálatokat tett. Meghajolok a legnagyobb magyar államférfiu emléke előtt és fogadja, asszonyom őszinte részvétnyilatkozatomat.”
Az európai és más kontinensek sajtója részletesen foglalkozott Apponyi Albert halálával:
- a Popolo d'Italia és más olasz lapok,
- a Manchester Guardian vezércikkben írt a magyar államférfi haláláról,
- a Daily Mail, mely a jelenkor legnagyobb államférfiának tartotta az elhunytat,
- a Times rendkívül meleg hangon búcsúztatta Apponyit,
- a Daily Telegraph pedig leírja, hogyan harcolt Apponyi a háború ellen, de nem tudta eldönteni, hogy a német és szláv törekvések harcában ki mellé álljon, s végül a németeket választotta, ezért a szlávok elkobozták birtokainak nagy részét,
- a Morning Post szerint a békeszerződések elleni harcnak Apponyi a legnépszerűbb harcosa volt,
- a Deutsche Allgemeine Zeitung nagyságában Gustav Stresemann és Aristide Briand mellé állítja,
- a Prager Tageblatt szerint Apponyi Albert emberi műremek volt,
- mély részvéttel írtak Apponyiról az amerikai, a svájci és a francia lapok is: a Petit Parisien és a Figaro.

A szerda reggeli bukaresti lapok hasábos cikkeket írtak az elhunytról. A Dimineaţában Liviu Nasta hosszú cikket közölt, melyet így fejezett be:
„Habár ellenségünk is volt, megrendülve fogadjuk halálának hírét, mert tudjuk róla, hogy hatalmas államférfija volt nemcsak Magyarországnak, hanem Európának s rendkívüli műveltségét világszerte ismerték. Magyarország gyászában mi is részt veszünk.”
Makó város díszpolgári címmel ismerte el munkásságát.

## Emlékezete
- 2020-ban a trianoni békediktátum 100. évfordulójára filmet forgattak A beszéd – Apponyi a magyar ügy védelmében címmel, amely feleleveníti a békekonferencián elmondott híres beszédét. A filmben Rátóti Zoltán színművész alakítja Apponyi grófot.

## Házassága és leszármazottjai

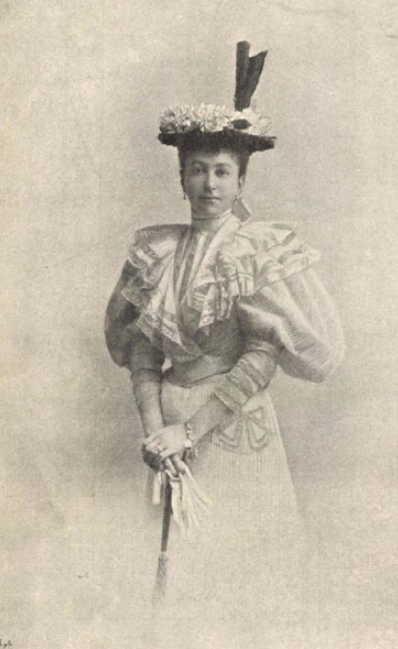
Gróf Apponyi Albertné gróf Mensdorff Klotild (1867–1942)

Apponyi Albert gróf Bécsben, 1897. március 1-jén vette feleségül Clothilde von Mensdorff-Pouilly grófnőt (Bécs, 1867. december 23. – Budapest, 1942. szeptember 1.). Gyermekeik:
- Apponyi II. György Alexander (Éberhárd, 1898. június 30. – Saarbrücken, NSZK, 1970. augusztus 7.), politikus, országgyűlési képviselő, újságíró.
- Mária Alexandrina (Éberhárd, 1899. május 29. – Salzburg, 1967. július 3.), 1933. június 29-én, Budapesten házasságot kötött Karl de Rohan herceggel (1898. január 9. – 1975. március 17.)
- Julianna (Budapest, 1903. november 9. – Párizs, 1994. január 17.); 1. férje: (1924, (elvált: 1934) Pálffy Ferenc gróf (1898. augusztus 30.); 2. férje: (1943 (elvált: 1947) Klobusiczky Elemér (Debrecen, 1899. augusztus 20., – Budapest, 1986. február 25.)

Apponyi Albert számos, alig leplezett házasságon kívüli kapcsolatot is folytatott. Egyik híres szeretője Pilisy Róza volt, akinek lakást vásárolt és ő indította el a neves kurtizánná válás útján. Kapcsolataiból több természetes gyermeke is született.

## Bírálói
Ady Endre így vélekedik róla a Magyar Naplóban miután 1907-ben, akkori kultuszminiszterként megtagadta az ösztöndíjat azoktól a magyar kérelmezőktől, akik Párizsban akartak tanulni.
„Ami sok, az sok: ma éppen harmadik esetét tudtuk meg Apponyi Albert gallofóbiájának. Apponyi reszket attól, hogy magyar fiúk Franciaországba jöjjenek és itt tanuljanak. Két fiatal, talentumos piktor állítja, hogy a magyar kultuszminiszter valósággal tajtékzott a dühtől, amikor ők stipendiumot mertek kérni párizsi tanulmányútra. A harmadik eset egy fiatal írókritikusé, akit még a festőknél is dühösebben utasított vissza: »Védeni kell a magyar társadalmat az ellen a nyavalya ellen, amely Franciaországban pusztít. Inkább azoknak adok stipendiumot, akik megígérik, hogy nem mennek Franciaországba.« Így gondolkozik Magyarország jelenlegi kultuszminisztere, aki viszont a francia szerzetes-rendeket örömmel engedi be Magyarországba. Mi lehet hát az a francia nyavalya, mitől a magyar értelmiséget meg akarja oltalmazni Apponyi? Természetesen a demokrácia, a társadalmi radikalizmus, az új gondolat s a művészi újítás. A Sorbonne-on ne legyenek magyar diákok, mert ott anarchiát tanulnak. Kalksburgba azonban mehetnek, mert a kalksburgi nevelés egészen a miniszteri székig utat nyit. Ma nincs Európában ország Magyarországon kívül, mely ilyen kínai védőfallal zárja el embereit a kultúrától. Játszva megtehetnők, hogy Apponyi úrnak e viselkedéséről a francia radikális lapokban tájékoztassuk a francia társadalmat. A koalíció volt az ugyanis, amely az ilyen denunciálásokat szokássá tette. De mi nem tesszük, mert szégyelljük s mert fájna ez a mi magyarságunknak. Végre is hinnünk kell azt, hogy a koalíció nem Magyarország. Hinnünk kell azt, hogy az Európa-ellenes, kultúraellenes koalíció nem élhet örökké. Addig tomboljon az álkultúra, a gyalázatos maradiság, Franciaországot pedig nem sikkaszthatja el a glóbuszról Apponyi Albert. A francia példákon pedig csak azért is nevelődik, épül és okul az új magyar generáció. Igenis, e nagy nemzet nyomába akar lépni az új Magyarország. Új társadalmat, humanizmust, radikális demokráciát, új kultúrát akar. Apponyi s a koalícióval győzedelmeskedett kultúrátlanság hiába handabandázik.”
Budapesti Napló 1907. január 11. Ady (aki viszont gallofil volt) véleménye e kérdésben természetes, hogy eltért Apponyiétól.
Korának politikusai között, főként Franciaországban rendkívül népszerűtlen volt. Philippe Berthelot szerint: „Apponyi grófnak azt lehet a szemére vetni, hogy világéletében megveszekedett németbarát és a kisebb nemzetiségek elnyomásának meggyőződéses híve volt.”
De maga Tisza István is – a koalíciós kormány nemzetiségi politikáját bíráló megnyilatkozásában – szintén egyik súlyos hibának tartotta a Lex Apponyi magyar nyelvtanítással kapcsolatos rendelkezését: „…hát abban az illúzióban élünk-e mi, hogy megmagyarosítottuk az oláh vagy tót polgártársunkat, akit magyarul írni vagy olvasni megtanítottunk? Hiszen ez nem magyarosítás, uraim! […] Igenis, üdvös és hasznos dolog ez, de nem a magyarosítás útja. Valaki megtanulhat írni és olvasni talán, de különösen, ha jól megszekírozzák az iskolában, még nagyobb gyűlölője lesz a magyar nemzeti ügynek, mint addig.”

## Tagságai
Egyéb közéleti tevékenysége kiterjedt a nyilvános életnek szinte minden ágára. Igazgatósági tagja volt a Magyar Tudományos Akadémiának, rendes tagja a Kisfaludy Társaságnak. Tiszteletbeli államtudományi doktora volt a budapesti és a kolozsvári egyetemnek és tiszteletbeli orvostudományi doktor volt a budapesti egyetemen. Elnöke volt a Szent István Társulatnak és rendes tagja számos társadalmi és tudományos egyesületnek. Díszpolgára Budapestnek, Jászberénynek, Kispest nagyközségnek és több magyarországi városnak, valamint rendes tagja volt Budapest törvényhatósági bizottságának.
Összegyűjtött beszédei két kötetben jelentek meg. Emlékezetes munkája: The juridical nature of the relations between Austria and Hungary (Ausztria és Magyarország viszonyának jogi természete), mely 1907-ben jelent meg. A Kisfaludy Társaság „Aesthetika és politika, művész és államférfiú” címmel adta ki a Társaságban elmondott székfoglalóját 1895-ben.

## Elismerései
75. születésnapja, és közéleti szerepvállalása megkezdésének 50. évfordulója alkalmából díszpolgárává választotta számos magyarországi város és több kisebb település – egyebek közt Békéscsaba, Budapest, Csorvás, Debrecen, Kaposvár, Kiskunhalas, Makó, Miskolc, Nagykanizsa, Orosháza, Pilisvörösvár, Solymár, Szeged, Szentes, Szombathely, Tápiógyörgye és Vác – elöljárósága. A legtöbb településen 1921-ben történt a díszpolgári cím adományozása, de Szegeden például csak 1923-ban, Csongrádon és Csanádpalotán viszont már 1905-ben, Győrött pedig 1906-ban döntöttek Apponyi gróf díszpolgári elismeréséről.

## Béketárgyalások az első világháború előtt
Az osztrák trónörökös pár Szarajevóban történt meggyilkolása előtt két hónappal Apponyi Albert egy tanulmányt tett közzé 1914 áprilisában, a Magyar Kultúra című folyóirat két számában. A tanulmányban a nemzetközi jog akkori helyzetét elemzi a szerző, de nem derült ki belőle az, hogy sejtette volna a világkatasztrófa közeledését.

### A békemozgalom keletkezésének okai
Apponyi Albert szerint a béke ügye a 20. század elején nem sokban különbözött a kőkorszakbeli gyakorlattól, amikor a törzsek szabadon ölték egymást, raboltak egymástól.
Bizonyára akkor is akadtak olyanok, akik belátták, hogy mindannyian jobban járnak, ha békében élnek, a béke azonban szubjektív tényezőktől, vagyis a jobb belátás és jobb hajlamok tartósságától függött. Ha a jobb belátásos törzsfőnöknek durvább fából faragott fia vette át a hatalmat, a béke ügye újból veszélybe kerülhetett.
Fokozatosan egyre több magántermészetű (élet, vagyon, család), majd később közjogi (szabadság, önkormányzat) vonatkozású intézményt hoztak létre, melyek az egyének és közösségek jogait védelmezték.
A prekárius fegyverszünetek helyett a 19–-20. század fordulóján már feltétlenül szükségessé vált a béke fenntartásának intézményes biztosítása.
Először csak háborúk előtt vagy után kötöttek szerződéseket a nemzetek, de később, amikor olyan problémák merültek fel, amelyek több nemzetet érdekeltek, a kérdéseket kongresszusokon vitatták meg. Itt Apponyi felsorolja a Vesztfáliai békekötéstől kezdve az 1815-ös bécsi, 1854-es párizsi, 1878-as berlini, és az 1907-es hágai békekongresszusokat.
Csakhogy a szerződéses rendezésnek ezt a formáját kiegészítette egy jogszokás, amit Hugo Grotius foglalt rendszerbe, melynek alapján a nemzetközi jog megkülönböztette a béke és a háború állapotát és mindkettőt jogosnak ismerte el.
Apponyi szerint 1914 áprilisában az államfők és minisztereik még mindig csak a máról holnapra való béke fenntartásán fáradoztak.

## Művei

### 1920-ig
- Gróf Apponyi Albert beszéde a képviselőház 1878. január 29-ki ülésében; Athenaeum, Budapest, 1878
- A magyarországi katholikus vallási és tanulmányi alapok és alapítványok jogi természetének megvizsgálására a képviselőház 1880. szept. 30-iki üléséből kirendelt bizottság előadóinak Apponyi Albert és Apáthy István jelentései; Szt. István Társulat, Budapest, 1883 (Házi könyvtár)
- Apponyi Albert–Apáthy István: A magyarországi katholikus vallási és tanúlmányi alapok és alapítványok jogi természetének megvizsgálására kirendelt bizottság előadóinak jelentései; Szt. István Társulat, Budapest, 1883
- Aesthetika és politika, művész és államférfiú; Révai, Budapest, 1895
- Apponyi Albert gróf beszédei, 1-2.; Singer-Wolfner, Budapest, 1896
  - 1. 1872–1890
  - 2. 1890–1895
- Hódossy Imre: Felirat a királyhoz 1898. nov. 25-én az összes ellenzéki pártok nevében / Apponyi Albert beszéde a képviselőház 1898. nov. hó 28-iki ülésén; Eger Ny., Eger, 1898
- Apponyi Albert gróf válogatott beszédei; összeáll. Kőrösi Henrik; Lampel, Budapest, 1902 (Magyar könyvtár)
- Apponyi Albert nyílt levele Jászberény városa választóihoz; Wodianer Ny., Budapest, 1910
- Parlamenti működésem emlékei; Rózsavölgyi, Budapest, 1912 (Az Új élet könyvtára)
- Magyar közjog osztrák világításban; Franklin, Budapest, 1912 (Népszerű Főiskola könyvtára)
- Katolikus világnézet és értelmiség; Wessely, Pécs, 1913
- A háború és a nemzeti politika; Pallas, Budapest, 1915 (Hadi beszédek)
- A magyar nemzet természetszerű elhelyezkedése a világpolitikában; Franklin, Budapest, 1915
- Az anya- és csecsemővédelem a képviselőházban. Sándor János válasza; Pfeifer, Budapest, 1916 (A Stefánia-Szövetség az Anyák és Csecsemők Védelmére kiadványai)
- Szóval s tollal a hazáért. A Miskolczi Közművelődési Egyesület munkássága a világháború alatt; Apponyi Albert et al. előadásai, sajtó alá rend. Kosztolányi Zoltán; Klein-Ludvig Ny., Miskolc, 1916
- Bilder aus der ungarischen Verfassungs-Geschichte, Budapest, 1917
- The American peace and Hungary, Budapest, 1919 Online

### 1921–1932
- Apponyi Albert: Hungarian foreign policy London, 1921. LOW, W. DAWSON & SONS
- Társadalmi átalakulások; Cobden Szövetség, Budapest, 1922 (Cobden-könyvtár)
- Megemlékezés IV. Károly királyról; Stephaneum Ny., Budapest, 1922
- Dr. Gróf Apponyi Albert: Emlékirataim. Ötven év. Ifjukorom – Huszonöt év az ellenzéken. Budapest, 1922. Pantheon Irodalmi Intézet Rt.

1922-ben jelent meg Emlékiratainak első kötete. „Ötven év. Ifjukorom – Huszonöt év az ellenzéken” címmel. A memoire-irodalomnak ez a remeke egyúttal nagyszerű történeti munka is, amely belevilágít az 1867 óta lefolyt korszak sok, eddig megfejthetetlennek látszó rejtélyébe. Erről a korról, mint a régi Magyarország utolsó korszakáról beszél e könyvben, s „töretlen hittel bízik az új Magyarországban, a magyar nemzetnek most ellankadt és megzavart, de feltámadásra rendelt életerejében és hivatásában”.
- Apponyi Albert gróf hét előadása a magyar alkotmány fejlődéséről; szerzői, Budapest, 1924
- A magyar katholikus ifjúság feladatai. Apponyi Albert, Wolkenberg Alajos szózata az ifjúsághoz; bev. Glattfelder Gyula; A Pesti Szent-Imre Kollégiumi Kör, Budapest, 1925
- Deák Ferenc és a jogfolytonosság; Nemzeti Összetartás Társasköre, Budapest, 1926
- A nemzetiségi kérdés múltja és jövője Magyarországon; Szent Imre Kollégiumi Kör, Budapest, 1926
- Emlékirataim. Ötven év; 3. átnézett kiad.; Pantheon, Budapest, 1926
- Gróf Apponyi Sándor emlékezete; Apponyi Albert et al.; Magyar Bibliophil Társaság, Budapest, 1926
- Igazságot Magyarországnak. A trianoni békeszerződés következményeinek ismertetése és bírálata; Apponyi Albert et al.; Magyar Külügyi Társaság, Budapest, 1928 (hasonmásban: 2003)
- Ifj. gróf Andrássy Gyula igazgató és rendes tag emlékezete; Akadémia, Budapest, 1930 (A Magyar Tudományos Akadémia elhunyt tagjai fölött tartott emlékbeszédek)
- Rákosi Jenő élete és művei; Apponyi Albert et al., szerk. Süle Antal; Fővárosi könyvkiadó, Budapest, 1930

### 1933–1944
- A Magyar Királyság Apponyi Albert gróf beszédeiben; Magyar Férfiak Szent Korona Szövetsége, Budapest, 1933
- Élmények és emlékek; sajtó alá rend. Jánoky-Madocsány Sarolta; Athenaeum, Budapest, 1933
- Gróf Apponyi Albert emlékiratai. Második kötet. 1899–1906; MTA, Budapest, 1934
- Világnézet és politika; előszó Kornis Gyula, ford. Faragó László; Magyar Filozófiai Társaság, Budapest, 1941 (Filozófiai értekezések)

### 1945–
- Apponyi Albert válogatott levelezése; szerk., tan., jegyz., mutatók Anka László; Veritas Történetkutató Intézet–Magyar Napló, Budapest, 2016 (Veritas könyvek)
- Emlékirataim; sajtó alá rend. Kovács Attila Zoltán, Soós Viktor Attila; Helikon, Budapest, 2016
- Gróf Apponyi Albert levelezése Horánszky Nándorral és Babarczi Schwartzer Ottóval; bev., összeáll., jegyz. Horánszky Nándor, szerk. Szidiropulosz Archimédesz; Trianon Kutatóintézet KHA, Budapest, 2021
- Apponyi Albert: Válaszbeszéd, 1920 / Horváth Jenő: A trianoni béke megalkotása, 1915–1920; Trianon Múzeum, Várpalota, 2022 (Trianon kiskönyvtár)

## Róla szóló közlések

### 1920-ig
- Báró Sennyey Pál és gróf Apponyi Albert. Írta Egy magyar conservativ [Asbóth János]; Révai, Budapest, 1884
- Spectator: Parlamentarismusunk veszedelme. Őszinte szó Apponyi Albert grófról; Révai Testvérek, Budapest, 1889
- Politikai arczképek. Socialpsychologiai felvételek. Wekerle, gr. Apponyi Albert, Eötvös Károly, Polonyi; Légrády Ny., Budapest, 1893
- Hungarus: Délibábok hőse. Apponyi Albert gróf; Légrády, Budapest, 1895
- Hódossy Imre: Felirat a királyhoz 1898. nov. 25-én az összes ellenzéki pártok nevében; Egri Ny., Eger, 1898
- A New Yorki Egyesült Magyar Egyletek fogadó bizottságának emlékkönyve. Apponyi Albert gróf és a magyar delegátusok fogadtatása alkalmából; New Yorki Egyesült Magyar Egyletek, New York, 1904
- Lévay Pál: Apponyi Albert gróf politikájának filozófiája és konklúziója; Győregyházmegye Ny., Győr, 1904
- Singer Mihály: Nyílt levél Apponyi Albert grófhoz; s.n., New York, 1904
- Löherer Andor: Derecske nagyközség monografiája Gazdasági Nép-ismétlő-Iskolájának esmertetésével, mely az Apponyi Albert Közgazdasági népoktatásról szóló törvényjavaslata által elérni kívánt célt világítja meg; Stephaneum Ny., Budapest, 1908
- Kovács Ernő: Utazásom Apponyi Albert gróffal Amerikában; Bicskei Ny., Losonc, 1911

### 1921–1932
- Neményi Imre: Gróf Apponyi Albert és a magyar tanítóképzés; Franklin Ny., Budapest, 1921
- Kiss Péter: A jövő politikája. Gondolatfűzés gróf Apponyi Albert nemzetgyűlési beszédének néhány mondatához; Légrády, Budapest, 1922
- Pethő Sándor: Gróf Apponyi Albert; Eligius, Budapest–Leipzig–Wien, 1926 (Magyarország nagyjai)
- Halmay Elemér: A nyolcvan éves Apponyi. Korszerű elmélkedés; előszó Csernoch János; Kelet Népe, Budapest, 1926
- Gróf Apponyi Albertnek-, elnökének születése nyolcvanadik évfordulója emlékezetére a Szent István Akadémia; szerk. Reiner János; Stephaneum Ny., Budapest, 1926
- Apponyi Albert emlékkönyv. Adalékok Apponyi Albert közéleti működésének méltatásához; Magyar Külügyi Társaság, Budapest, 1926
- Halmay Elemér: A nyolcvanötéves Apponyi; Revízió–Kelet Népe, Budapest, 1931

### 1933–1944
- Gróf Apponyi Albert. Glattfelder Gyula emlékbeszéde a Budai Katholikus Kör Apponyi-emlékünnepélyén; közzéteszi Szőke József; Held Ny., Budapest, 1933
- Neményi Imre: Gróf Apponyi Albert mint kultúrpolitikus; Sárkány Ny., Budapest, 1933
- Deme Gyula: Aquarellek gróf Apponyi Albertről és az ő Eberhardjáról; előszó Apponyi György; Bagó Mihály, Dombóvár, 1933
- Halmay Elemér: Emlékezés Apponyi Albertről; szerzői, Budapest, 1933
- Túri Béla: Apponyi Albert gróf szellemi nagysága. Felolvasta a Szent István Akadémia ünnepi-ülésén 1933. évi december hó 17-én; szerzői, Budapest, 1933
- Tasnádi Nagy András: Gróf Apponyi Albert emlékezete; Sylvester, Budapest, 1933
- Bethlen István: Gróf Apponyi Albert emlékezete; Akadémia, Budapest, 1934 (A Magyar Tudományos Akadémia elhunyt tagjai fölött tartott emlékbeszédek)
- A Magyar Külügyi Társaság Apponyi Albert-emlékünnepe néhai elnöke arcképének leleplezése alkalmából. 1934. február 18.; Egyetemi Ny., Budapest, 1934
- Preszly Elemér: Apponyi; Danubia, Budapest, 1934
- Kornis Gyula: Apponyi világnézete; Franklin, Budapest, 1935
- Gróf Apponyi Albert elnök emlékezete; Mihályfi Ákos, Turi Béla et al.; Stephaneum Ny., Budapest, 1937 (Szent István Akadémia emlékbeszédei)
- Vikár Béla: Apponyi Albert mint szónok. Egy gyorsíró visszaemlékezései; Gyorsírási Kormánybiztosság, Budapest, 1940 (Az egységes magyar gyorsírás könyvtára)
- Pongrácz Kálmán: A nemzet ügyvédje. Emlékezés gróf Apponyi Albertre, a revízió első harcosára; Fővárosi Ny., Budapest, 1941
- Egyed István: Apponyi mint közjogász; Stephaneum Ny., Budapest, 1941 (A Szent István Akadémia történelmi-, jog- és társadalomtudományi osztályának felolvasásai)
- Muntyán István: Gróf Apponyi Albert; Szegedi Új Nemzedék Ny., Szeged, 1943
- Baross Drucker György: Apponyi Albert a magyar ügy szószólója. Halálának tizedik évfordulója alkalmából; s.n., Budapest, 1943
- Kerekesházy József: Apponyi; Singer-Wolfner, Budapest, 1943
- Gajzágó László: Serleg-beszéd gróf Apponyi Albertről 1944. febr. 11-én a Gróf Apponyi Albert Társaságban; Stephaneum Ny., Budapest, 1944

### 1945–
- Csermőy-Schneidt Ottó: Nagy magyar államférfiak. Széchenyi, Andrássy, Deák, Tisza, Apponyi. Az európai magyarság előhirnökei. A bécsi Szent István Egyletben elhangzott előadások; Márton Áron, Budapest, 1991
- Csermőy-Schneidt Ottó: Nagy magyar államférfiak. Széchenyi, Deák, Andrássy, Tisza, Apponyi, Bethlen, Teleki. Az európai magyarság előhirnökei. A bécsi Szent István Egyletben elhangzott előadások; 2. jav. kiad.; Márton Áron, Budapest, 1996
- Anka László: Apponyi Albert kultusza, 1920–1944; Veritas Történetkutató Intézet és Levéltár–Magyar Napló, Budapest. 2023 (Veritas könyvek)